# Partido Socialista de la Revolución Nacional

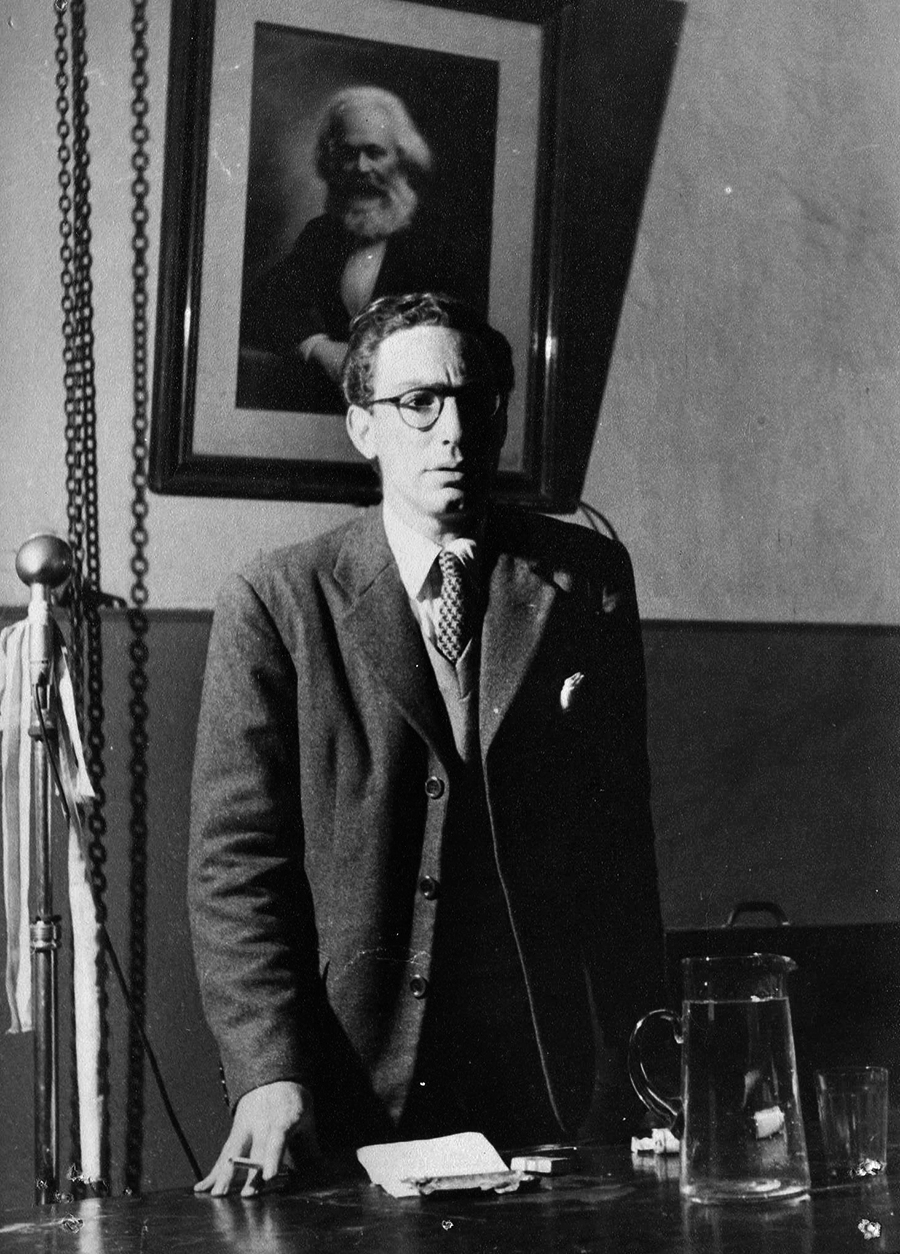
Jorge Abelardo Ramos durante una conferencia en la sede del PS-RN en 1954.

El Partido Socialista de la Revolución Nacional fue un partido político argentino de Izquierda Nacional, fundado en 1953 como ala izquierdista del movimiento peronista. Integrado por Enrique Dickman, Esteban Rey,  Jorge Abelardo Ramos, Juan Unamuno, Carlos María Bravo, José Oriente Cavalieri, Jorge Eneas Spilimbergo, Adolfo y Ángel Perelman, Fernando Carpio,  Samuel Groisman, Bartolomé Colevatti, Santiago Flamini, Dionisio Losada, Julio Cesaroni, Toribio Rodríguez, Pedro Juliá Luquet, Alfredo Muzzopappa, Horacio Cutrulis, Hugo Capracella, Jorge Adolfo Jaroslavsky, Pedro Iglesias y Alfredo López.  y que en las elecciones legislativas de 1954 obtuvo 8.060 votos. El presidente Juan Domingo Perón respaldó públicamente su presentación cívica en una carta publicada en el diario Democracia, pocos días antes de las elecciones de 1954.

## Gobierno de Perón
La crisis económica de 1952 durante el gobierno de Perón produjo una baja en el poder adquisitivo de los salarios de los trabajadores. Comenzaron las protestas y las huelgas. En el acto del 17 de octubre el secretario general de la CGT fue silbado y tuvo que renunciar a los tres días. Perón no deseaba que esa disconformidad fuese capitalizado por la izquierda tradicional. Por eso se decidió a favorecer la conformación del ala izquierdista del movimiento. Para ese entonces ya se había producido la entrevista de Enrique Dickmann con el presidente de la nación. Se llegó a un entendimiento mínimo en virtud del cual podría volverse a publicar La Vanguardia y recobrarían la libertad los presos políticos socialistas. En tales circunstancias se pasó a la constitución del Partido Socialista de la Revolución Nacional en 1953.

## Revolución libertadora
Producida la caída de Perón, el PSRN fue la única fuerza política argentina, junto con el aparato del Partido Peronista que adoptó una actitud de lucha. Aparte del diario El Líder, editado por la Confederación de Empleados de Comercio, que continuó apareciendo por algunas semanas después de la caída de Perón y en el que se publicaron notables artículos de Jauretche, Scalabrini Ortiz y otros,el peronismo cayó en un silencio absoluto. El PSRN se dio de inmediato a la tarea de publicar un semanario. El 10 de noviembre de 1955 apareció el primer número de Lucha Obrera, órgano oficial del Comité Ejecutivo, dirigido por Esteban Rey y la pluma de Jorge Abelardo Ramos. El semanario se siguió publicando por espacio de casi cuatro meses apareciendo ocho números que, en esos duros meses de 1955 y comienzos de 1956. En esos ocho números explicó su caracterización de la "revolución nacional argentina" y de la "contrarrevolución gorila", sus causas externas e internas y se propusieron consignas de reorganización, muchas de las cuales, como la defensa de los delegados de fábrica, del sistema laboral y previsional, fueron llevadas a la práctica, un año más tarde, por el movimiento sindical reorganizado. El tiraje de Lucha Obrera, distribuido en todo el país, se elevó a los 150.000 ejemplares.
Varias veces las ediciones fueron demoradas o parcialmente secuestradas por la dictadura autodenominada Revolución Libertadora. Finalmente, después de la aparición del octavo número, la dictadura de Pedro Eugenio Aramburu clausuró definitivamente Lucha Obrera y encarceló a su director, Esteban Rey, manteniéndolo recluido durante siete meses. Días después aparecía el Decreto 4072/56 gemelo del Decreto 4181/56 que disolvía el PSRN y prohibía sus actividades en todo el país. En 1962 siguiendo la iniciativa del PSRN, Jorge Abelardo Ramos funda el PSIN, Partido Socialista de la Izquierda Nacional y su periódico será Lucha Obrera.